# Farringdon (Hampshire)
Farringdon è un villaggio e parrocchia civile dell'Inghilterra, appartenente alla contea dell'Hampshire.